# Cophixalus rajampatensis
Cophixalus rajampatensis é uma espécie de anfíbio anuro da família Microhylidae. Está presente na Indonésia. A UICN classificou-a como deficiente de dados.